# Marmosops parvidens
Marmosops parvidens é uma espécie de marsupial da família Didelphidae. Pode ser encontrada no Brasil, Venezuela, Guiana, Suriname e Guiana Francesa.